# Frank Broadstreet Carvell
Frank Broadstreet Carvell, né le 14 août 1862 à Bloomfield et mort le 9 août 1924 à Woodstock, est un avocat et homme politique canadien du Nouveau-Brunswick.

## Biographie
Frank Broadstreet Carvell naît le 14 août 1862 à Bloomfield. Il devient instituteur puis, après des études de Droit, avocat. Parallèlement, il s'intéresse à la politique et est élu à l'Assemblée législative du Nouveau-Brunswick le 18 février 1899 au titre de député de la circonscription de Carleton sous l'étiquette libérale. Il démissionne le 1er octobre 1900 et se lance en politique fédérale dans la circonscription fédérale de Carleton mais il est battu par Frederick Harding Hale en 1900. Il prend néanmoins sa revanche et le bat à son tour le 3 novembre 1904 et est ensuite réélu en 1908, 1911 et 1917, cette dernière année pour la circonscription de Victoria—Carleton. Durant son passage à la chambre des communes, il devient ministre des travaux publics du 13 octobre 1917 au 1er août 1919 sous le gouvernement Borden. Il ne termine toutefois pas son mandat et démissionne afin d'être nommé commissaire en chef de la Commission des chemins de fer du Canada le 2 août 1919.
Carvell meurt dans sa propriété de Woodstock le 9 août 1924.